# 仁比聡平
仁比 聡平（にひ そうへい、1963年10月16日 - ）は、日本の政治家・弁護士。日本共産党所属の参議院議員（3期）。福岡県弁護士会所属、北九州第一法律事務所所属、自由法曹団員。
「市民オンブズマン北九州」事務局長。

## 略歴
福岡県北九州市戸畑区生まれ。
- 1982年 - 福岡県立小倉高等学校卒業、京都大学法学部入学[1]。
- 1991年 - 司法試験合格。
- 1992年 - 京都大学法学部卒業[1]。
- 1994年 - 司法修習修了。
- 2000年 - 第42回衆議院議員総選挙、落選（福岡10区）。
- 2001年 - 第19回参議院議員通常選挙、落選（比例区）。
- 2003年 - 第43回衆議院議員総選挙、落選（福岡10区）。
- 2004年 - 第20回参議院議員通常選挙、初当選（比例区）[1]。
- 2010年 - 第22回参議院議員通常選挙、落選（比例区）。党中央委員初選出[1]。
- 2013年 - 第23回参議院議員通常選挙、再選（比例区）。3年ぶりに返り咲き、国政復帰[1]。
- 2019年 - 第25回参議院議員通常選挙、落選（比例区）。
- 2022年 - 第26回参議院議員通常選挙、3選（比例区）。3年ぶりに返り咲き、国政復帰。

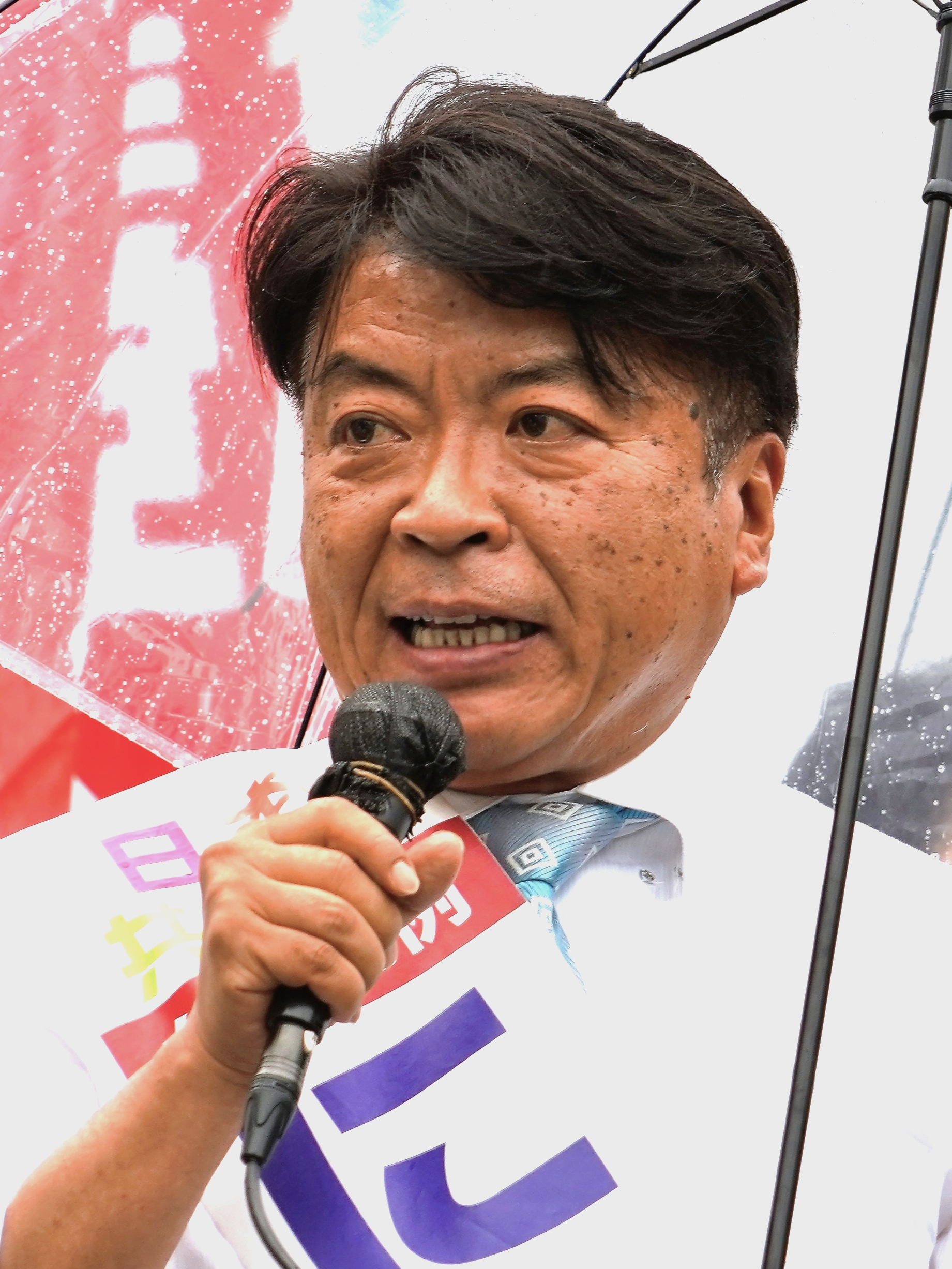
2022年6月、熊本駅前にて

## 政策
- 選択的夫婦別姓制度の導入に賛成[2][3]。「民法の現状は国際人権規約の水準に照らして著しく不十分」[4]、「姓は憲法が保障する人格権であり、国連人権機関からも繰り返し日本への是正勧告が出ている」[5] と述べる。

## 活動
- 2006年4月26日に東京・永田町の参議院議員会館で行われた「共謀罪に反対する超党派国会議員と市民の緊急院内集会」で呼びかけ人を務めた[6]。
- 仁比は2008年1月8日にマイク・ホンダが来日したとき、江田五月・神本美恵子・水岡俊一・紙智子と一緒にホンダが慰安婦問題に関して日本政府に公式な謝罪を要求するアメリカ合衆国下院121号決議の提出を主導し、下院で議決させたことに対し、謝意を表明した。これに対しホンダは「従軍慰安婦の問題で日本人に罪を認めさせるのは、とても難しい課題だが、みなさんとセイムなハート（同じ気持ち）だ」と応じた。
- 2013年11月21日に出生届への記載事項から嫡出・非嫡出の別を削除する旨の戸籍法改正案を野党共同で参議院に提出した[7]。
- 2016年12月9日、第192回国会で部落差別の解消の推進に関する法律案（衆議院提出）に反対票を投じた[8]。

## 役職
公式プロフィールによる。
- 党中央委員
- 党参議院国対副委員長

## 参加議員連盟
- 死刑廃止を推進する議員連盟（幹事）
- 国際連帯税創設を求める議員連盟
- 共謀罪に反対する超党派国会議員と市民の集い（呼びかけ人）[10]

## 弁護活動
- よみがえれ!有明海訴訟[11]

## 人物
- 家族は妻（2024年5月15日死去[12]）、一女一男[9]
- 高校時代は吹奏楽に熱中[9]